# Mahek Chahal
Mahek Chahal (tên khai sinh là Raspreet Kaur Chahal, sinh ngày 1 tháng 2 năm 1979 tại Oslo, Na Uy) là một nữ diễn viên, người mẫu và vũ công người Na Uy sinh sống và làm việc tại Ấn Độ. Cô bắt đầu sự nghiệp diễn xuất vào năm 2002 với bộ phim Telugu Neetho. Năm 2011, cô tham gia chương trình truyền hình thực tế Bigg Boss (mùa 5) và giành được vị trí á quân của chương trình.
Năm 2021, cô tham gia chương trình Khatron Ke Khiladi 11. Cô còn được biết đến qua vai diễn Xà nữ Mahek trong bộ phim Nữ thần rắn báo thù.

## Sự nghiệp

### Vai diễn đầu tay (2002–2011)
Cô có vai diễn đầu tay trong bộ phim điện ảnh bằng tiếng Telugu Neetho với vai diễn Shalini vào năm 2002. Năm 2008, cô vào một vai nhỏ trong bộ phim bằng tiếng Hindi Wanted với vai diễn Shaina và Main Aurr Mrs Khanna. Ngoài ra, cô cũng tham gia một số bộ phim bằng tiếng Tamil, Telugu và Hindi. Cô có vai diễn đầu tay trong mảng phim truyền hình với vai diễn khách mời trong Đội đặc nhiệm CID vào năm 2009.

### Bigg Boss và nhiều vai diễn khác (2011–2018)
Năm 2011, cô tham gia chương trình thực tế Bigg Boss mùa thứ 5 của Colors TV giành được vị trí á quân chung cuộc. Cô cũng tham gia chương trình truyền hình thực tế Frisset của Na Uy cùng năm đó.
Sau đó, cô đóng vai chính trong bộ phim hài mang tên Yamla Pagla Deewana (2011). Cô cũng đóng vai chính trong bộ phim Karar: The Deal vào năm 2014. Cô tiếp tục xuất hiện trong chương trình truyền hình thực tế Bigg Boss Halla Bol trên kênh Colors TV vào năm 2015, cô tham dự chương trình với tư cách là Người thách đấu.
Năm 2016, cô thủ vai diễn phản diện Manjulika trong bộ phim thuộc thể loại kinh dị, siêu nhiên Kavach. Năm 2018, cô vào vai Adah trong bộ phim kinh dị mang tên Nirdosh. Cô từng xác nhận sẽ thủ vai diễn khách mời trong bộ phim Ek Thi Rani Ek Tha Raavan, nhưng Sara Khan là người được chọn vào vai diễn này.

### Tái xuất màn ảnh nhỏ và thành công nhờ vai diễn trongNữ thần rắn báo thù(2021–nay)
Năm 2021, cô tham gia chương trình thực tế Fear Factor: Khatron Ke Khiladi 11, được ghi hình tại Cape Town, Nam Phi và bị loại, xếp ở vị trí thứ 11 chung cuộc.
Năm 2022, cô thủ vai phản diện Mahek Gujral trong phần 6 của bộ phim Tình người kiếp rắn. Với vai diễn này, cô được khán giả biết đến rộng rãi và đã giúp cô giành được Giải thưởng Truyền hình Ấn Độ cho Nữ diễn viên phản diện xuất sắc nhất.

## Danh sách tác phẩm

### Với tư cách là diễn viên

#### Phim điện ảnh
| Năm  | Tác phẩm             | Vai diễn      | Ngôn ngữ     | Ghi chú |
| ---- | -------------------- | ------------- | ------------ | ------- |
| 2002 | Neetho               | Shalini       | Tiếng Tegelu |         |
| 2003 | Nayee Padosan        | Pooja Iyengar | Tiếng Hindi  |         |
| 2005 | Anjaan               | Meneka        | Tiếng Hindi  |         |
| 2006 | Dil Apna Punjabi     | Lisa Kaur     | Tiếng Punjab |         |
| 2009 | Wanted               | Shaina        | Tiếng Hindi  |         |
| 2009 | Main Aurr Mrs Khanna | Tia Roberts   | Tiếng Hindi  |         |
| 2009 | Marega Salaa         | Pooja         | Tiếng Hindi  |         |
| 2010 | Mumbai Cutting       | Nisha         | Tiếng Hindi  |         |
| 2014 | Karar: The Deal      | Nikita        | Tiếng Hindi  |         |
| 2018 | Nirdosh              | Adaa          | Tiếng Hindi  |         |

#### Phim và chương trình truyền hình
| Năm       | Tác phẩm                           | Vai diễn           | Ghi chú   | Tham khảo |
| --------- | ---------------------------------- | ------------------ | --------- | --------- |
| 2011–2012 | Bigg Boss (mùa 5)                  | Thí sinh           | Á quân    |           |
| 2015      | Bigg Boss Halla Bol                | Thí sinh           | Hạng 8    |           |
| 2015–2016 | Power Couple                       | Thí sinh           | Hạng 6    |           |
| 2016      | Darr Sabko Lagta Hai               | Sukanya            |           |           |
| 2016      | Kavach                             | Manjulika Shah     | Vai chính |           |
| 2021      | Fear Factor: Khatron Ke Khiladi 11 | Thí sinh           | Hạng 11   |           |
| 2022–2023 | Nữ thần rắn báo thù                | Mahek/Heena Khanna | Vai chính | [ 15 ]    |

##### Vai diễn khách mời
| Năm  | Tác phẩm                        | Vai diễn   | Ghi chú            |
| ---- | ------------------------------- | ---------- | ------------------ |
| 2009 | Đội đặc nhiệm CID               | Chính mình | Vai diễn khách mời |
| 2012 | Comedy Circus                   | Chính mình | Vai diễn khách mời |
| 2015 | Killerr Karaoke Atka Toh Latkah | Chính mình | Vai diễn khách mời |
| 2016 | Comedy Nights Bachao            | Chính mình | Vai diễn khách mời |
| 2023 | Bekaboo                         | Mahek      |                    |

### Với tư cách là vũ công
| Năm  | Tác phẩm                        | Ngôn ngữ      | Ghi chú                         |
| ---- | ------------------------------- | ------------- | ------------------------------- |
| 2004 | Chameli                         | Tiếng Hindi   | Ca khúc: "Sajna Ve Sajna"       |
| 2007 | Chhodon Naa Yaar                | Tiếng Hindi   | Ca khúc: "Talwar Re"            |
| 2009 | Jai Veeru                       | Tiếng Hindi   | Ca khúc: "Agre Ka Ghagra"       |
| 2010 | Kedi                            | Tiếng Telugu  | Ca khúc: "Mu Mu Mudhante"       |
| 2011 | Yamla Pagla Deewana             | Tiếng Hindi   | Ca khúc: "Chamki Mast Jawaani"  |
| 2012 | Bikram Singha: The Lion Is Back | Tiếng Bengal  | Ca khúc: "Na Champa Na Chameli" |
| 2013 | Jatt Airways                    | Tiếng Punjab  | Ca khúc: "Ok Report"            |
| 2015 | Mr. Airavata                    | Tiếng Kannada | Ca khúc: "Ka Thalkattu"         |
| 2016 | Gethu                           | Tiếng Tamil   | Ca khúc: "Mutta Bajji"          |

## Giải thưởng và đề cử
| Năm  | Giải thưởng                           | Hạng mục                                     | Tác phẩm            | Kết quả   | Tham khảo |
| ---- | ------------------------------------- | -------------------------------------------- | ------------------- | --------- | --------- |
| 2022 | Giải thưởng Hàn lâm Truyền hình Ấn Độ | Nữ diễn viên vào vai phản diện xuất sắc nhất | Nữ thần rắn báo thù | Đề cử     |           |
| 2023 | Giải thưởng Truyền hình Ấn Độ         | Nữ diễn viên vào vai phản diện xuất sắc nhất | Nữ thần rắn báo thù | Đoạt giải |           |
| 2024 | Giải thưởng Ngôi Sao Xanh             | Nữ diễn viên nước ngoài được yêu thích nhất  | Nữ thần rắn báo thù | Đề cử     | [ 16 ]    |